# Кустосса
Кустосса́ (фр. Coustaussa) — коммуна во Франции, находится в регионе Лангедок — Руссильон. Департамент коммуны — Од. Входит в состав кантона Куиза. Округ коммуны — Лиму.
Код INSEE коммуны — 11109.

## Население
Население коммуны на 2008 год составляло 55 человек.
| 1962 | 1968 | 1975 | 1982 | 1990 | 1999 | 2008 |
| ---- | ---- | ---- | ---- | ---- | ---- | ---- |
| 62   | 69   | 59   | 52   | 43   | 49   | 55   |

## Экономика
В 2007 году среди 29 человек в трудоспособном возрасте (15—64 лет) 24 были экономически активными, 5 — неактивными (показатель активности — 82,8 %, в 1999 году было 84,0 %). Из 24 активных работали 20 человек (9 мужчин и 11 женщин), безработных было 4 (2 мужчин и 2 женщины). Среди 5 неактивных 3 человека были пенсионерами, 2 были неактивными по другим причинам.